# فلیکس-دئون بلیک

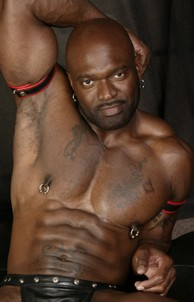

فلیکس-دئون بلیک (انگلیسی: Flex-Deon Blake؛ (زادهٔ ۲۵ آوریل ۱۹۶۲ – درگذشتهٔ ۱ مارس ۲۰۲۱) یک بازیگر پورنوگرافی اهل ایالات متحده آمریکا بود.